# Valentin Ferron
Valentin Ferron (* 8. Februar 1998 in Vienne) ist ein französischer Radrennfahrer.

## Werdegang
Als Junior und in der U23 machte Ferron zunächst durch Erfolge auf nationaler Ebene auf sich aufmerksam. Nachdem er in der Saison 2019 bereits Stagiaire beim Team Total Direct Énergie war, wurde er ab August 2020 fest in das UCI ProTeam übernommen. Noch im selben Jahr nahm er mit der Vuelta a España 2020 an seiner ersten Grand Tour teil und beendete diese auf Platz 87 der Gesamtwertung.
Seinen ersten Sieg als Profi erzielte Ferron bei der Tour du Rwanda 2021 mit dem Gewinn der vierten Etappe. Seinen bisher größten Erfolg erzielte er in der Saison 2022, als er die sechste Etappe des Critérium du Dauphiné aus einer Fluchtgruppe heraus gewann. Weiters setzte er sich im Jahr 2023 bei Paris-Camembert durch.
Im Jahr 2025 wechselte Valentin Ferron zum UCI WorldTeam Cofidis und gewann zum Saisonauftakt den Grand Prix Cycliste La Marseillaise.

## Erfolge
2021
- eine Etappe Tour du Rwanda

2022
- eine Etappe Critérium du Dauphiné

2023
- Paris–Camembert

2025
- Grand Prix Cycliste La Marseillaise

## Grand-Tour-Platzierungen
| Grand Tour            | 2020 | 2021 | 2022 | 2023 | 2024 |
| --------------------- | ---- | ---- | ---- | ---- | ---- |
| Giro d’ItaliaGiro     | –    | –    | –    | –    | –    |
| Tour de FranceTour    | –    | –    | –    | 89   |      |
| Vuelta a EspañaVuelta | 87   | –    | –    | –    |      |